# تونوما
تونوما  (بالإستونيَّة: Tõnumaa)، قرية تتبع دائرة ماريما في مقاطعة رابلا غرب إستونيا.